# Leigh Hoffman
Leigh Hoffman (Whyalla, 11 juni 2000) is een Australisch baanwielrenner.

## Carrière
Hoffman boekte zijn eerste internationale succes op de Wereldkampioenschappen baanwielrennen 2022. Hij won hier samen met Thomas Cornish Matthew Glaetzer en Matthew Richardson goud op het onderdeel teamsprint. Op de Olympische Zomerspelen 2024 die werden gehouden in Parijs won hij samen met Glaetzer en Richardson brons op het onderdeel teamsprint.

## Palmares
| Jaar | AK     | OK                  | WK         | Overige                         |
| ---- | ------ | ------------------- | ---------- | ------------------------------- |
| 2021 | sprint |                     |            |                                 |
| 2022 | keirin |                     | teamsprint | Gemenebestspelen: · teamsprint  |
| 2023 |        | teamsprint · sprint | teamsprint |                                 |
| 2024 | sprint | sprint              | teamsprint | Olympische Spelen: · teamsprint |